# Пръстопери
Пръстоперите (Polynemidae) са семейство актиноптери от разред Бодлоперки (Perciformes).
Таксонът е описан за пръв път от Жорж Кювие през 1812 година.

## Родове
- Eleutheronema
- Filimanus
- Galeoides
- Leptomelanosoma
- Parapolynemus
- Pentanemus
- Polydactylus
- Polynemus